# Cenușăreasa (film-balet din 1961)
Cenușăreasa (titlul original: în rusă Хрустальный башмачок, transliterat: Hrustalnîi bașmaciok / Pantoful de cristal) este un film-balet, realizat în 1961 de regizorii Aleksandr Rou și Rostislav Zaharov, după basmul Cenușăreasa al scriitorului Charles Perrault, pe muzica de balet a compozitorului Serghei Prokofiev, protagoniști fiind actorii Raisa Strucikova, Ghennadi Lediah și Elena Vanke.

## Distribuție
- Cenușăreasa – Raisa Strucikova
- Prințul – Ghennadi Lediah
- Mama vitregă – Elena Vanke
- Capricioasa – Lesma Ceadarain
- Răutăcioasa – Natalia Rîjenko
- Tatăl – Anatoli Pavlinov
- Zânele anotimpurilor:
  - Primăvara – Ecaterina Maksimova
  - Vara – Elena Reabinkina
  - Toamna – Marina Kolpakci
  - Iarna – Natalia Taborko
- Bufonul – Iuri Vîrenkov
- Maestrul de ceremonii – Aleksandr Radunski
- Coordonatorul balului – G. Tarasov
- Oaspeții străini:
Aleksandr Lapauri, Vladimir Zaharov, I. Ignatov
- Piticul ceasului al doisprezecelea – Leonid Șvacikin
- Andaluza – Nina Simonova
- Andaluzul – Vladimir Kudriașov
- Dansul șarpelui – Iulamei Scott
- Solo mazurcă – Valentina Fazrbah, Iuri Papko
- Ansamblul de balet al Teatrului Bolșoi din Moscova și 
orchestra Teatrului Bolșoi
  - Dirijor — Iuri Faier

## Lansare
A fost lansat în anul 1961 și a avut parte de succes comercial, fiind vizionat de 4,4 milioane de spectatori în cinematografele din Uniunea Sovietică.

## Premii
- Diploma de onoare la al IV-lea VIFF din Vancouver, Canada (1961).